# Josiane Pouy
Josiane Pouy (1934) è una modella francese, vincitrice del titolo di Miss Côte d'Argent 1951 e Miss Francia 1952. Fu eletta Miss Francia presso il Grand Théâtre di Bordeaux.